# 銀の定規賞
銀の定規賞（ぎんのじょうぎしょう、仏: Prix de l'Équerre d'Argent）は、フランスで1983年から毎年贈られている建築の賞。建築家、建築評論家、ディベロッパーからなる審査委員会が選び、雑誌"Moniteur des travaux publics et du bâtiment"で発表される。この賞は建築家と建物のオーナーに贈られる。

## 受賞者
- 1983年 - アンリ・シリアニ：サンドニの託児所
- 1985年 - エディット・ジラール：111の住宅、パリ19区
- 1986年 - アドリアン・ファンシルベール : ラ・ヴィレット科学・産業都市博物館
- 1987年 - ジャン・ヌーヴェル アーキテクチュア・スタジオ : アラブ世界研究所
- 1994年 - アンリ・ゴダン ブルーノ・ゴダン : スタッド・シャルルティ
  - （佳作）フィリップ・ガゾー : パリのウルク通りのマンション
- 1995年 - クリスチャン・ド・ポルザンパルク : シテ・ド・ラ・ミュジック
- 1996年 - ピエール・ルイ・ファロシ : ニエーヴル県モン・ボーヴレのケルト文化博物館
- 1997年 - ジャン・マルク・イボ : リールのパレ・デ・ボー・アール
- 1998年 - レム・コールハース : ボルドー近郊の家
- 1999年 - マルク・ミムラム : レオポール・セダール・サンゴール橋
- 2000年 - フィリップ・ガゾー : レオン・ビアンコットスポーツセンター
- 2001年 - ジャック・ヘルツォーグ ピエール・ド・ムーロン : パリのスイス通りの80軒の住宅
  - （特別佳作）ザハ・ハディッド : ストラスブールのトラムの終点と駐車場
- 2002年 - ピエール・デュ・ベゼー ドミニク・リヨン : トロワのメディアテーク
- 2003年 - イヴ・リオン クレール・ピジェ : ベイルートのフランス大使館
- 2004年 - アントワネット・ロバン : パンタンの国立ダンスセンター